# Bastian Rütten
Bastian Rütten (* 1980 in Nettetal) ist ein deutscher römisch-katholischer Theologe und Religionspädagoge.
Nach einer kaufmännischen Ausbildung studierte Rütten Theologie. Er ist zweifacher Familienvater und promovierte 2012 an der Pädagogischen Hochschule Karlsruhe im Fach Religionspädagogik mit einer Arbeit über das Neue Geistliche Lied. Rütten arbeitet heute als theologischer Referent der Marienwallfahrt und als Pastoralreferent und religionspädagogischer Mitarbeiter in Kevelaer am Niederrhein. Überdies hat Rütten überregionale Bekanntheit als Autor und Sprecher der Reihe „Kirche im WDR“ erlangt. Er ist mit mehreren Veröffentlichungen zu Spiritualität, Lebenshilfe und Achtsamkeit hervorgetreten, vorwiegend publiziert bei Butzon und Bercker in Kevelaer. Mit seiner Kulturarbeit hat er Schwerpunkte gesetzt, u. a. an der Alten Kirche in Lobberich und im Priesterhaus Kevelaer.

## Veröffentlichungen (Auswahl)
- „Da wohnt ein sehnen tief in uns …“. Das „Neue Geistliche Lied“ als Medium der Katechese.  Tectum, Marburg 2013 (Diss.). ISBN 978-3-8288-5916-6
- Kunst küsst Kirche. Kulturkirchenarbeit praktisch. Bonifatius, Paderborn 2013.
- Segenszeiten. Ein spirituelles Lesebuch. Butzon & Bercker, Kevelaer 2019. ISBN 978-3-7666-2597-7
- Lieblingssachen. Wohlfühlgedanken. Butzon & Bercker, Kevelaer 2022. ISBN 978-3-7666-2938-8
- Am offenen Fenster. Gedanken und Begegnungen. Für die Zukunft der Kirche. Butzon & Bercker, Kevelaer 2022. ISBN 978-3-7666-2971-5
- Habt Vertrauen, ich bin es. Hoffnungs(w)orte. Butzon & Bercker, Kevelaer 2023. ISBN 978-3-7666-2992-0